# تركي بن سعود بن عبد العزيز آل سعود
ولد الأمير تركي بن سعود بن عبد العزيز آل سعود في عام 1953. مبتعد عن العمل السياسي منذ زمن طويل. مقيم بين تونس وسويسرا.

## أبناؤه
- الأمير سعود بن تركي بن سعود بن عبد العزيز آل سعود. وله من الأبناء الأمير تركي بن سعود بن تركي بن سعود بن عبد العزيز آل سعود (متوفي وصلي عليه في 11 ذو الحجة 1443 هـ، بعد صلاة العصر في جامع الإمام تركي بن عبد الله في مدينة الرياض، والأمير عبدالعزيز والأمير خالد.[1]

- الأمير سلطان بن تركي بن سعود بن عبد العزيز آل سعود، متزوج من كريمة عبدالله بن محمد السبهان.[2]
- الأميرة سارة بنت تركي بن سعود بن عبد العزيز آل سعود.
- الأميرة سلطانة بنت تركي بن سعود بن عبد العزيز آل سعود.
- الأميرة سلمى بنت تركي بن سعود بن عبد العزيز آل سعود.